# Bomba termobárica
Una de las denominaciones de esta arma es bomba de vacío. Para la máquina de extracción de gas homónima véase bomba de vacío.

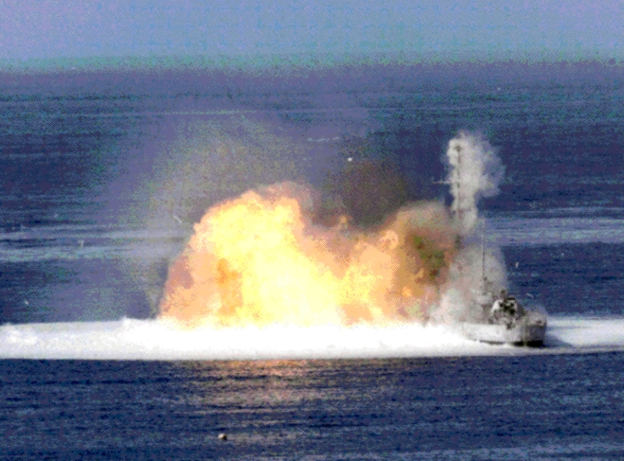
Efectos de un explosivo aire-combustible en un buque de la Armada estadounidense, 1972.

 Una bomba termobárica de alto impulso (HIT), también conocida como bomba de fuel, bomba de combustible, explosivo aire-combustible (FAE o FAX), arma de "calor y presión" o bomba de vacío, consiste en un contenedor de un líquido volátil o gas a alta presión que en algunos modelos está mezclado con un explosivo finamente pulverizado y (normalmente) dos cargas explosivas separadas. Después de que el artefacto es lanzado desde una aeronave o se dispara, la primera carga explosiva (u otro mecanismo de dispersión) revienta el contenedor a una altura específica y produce la dispersión del combustible en una nube que se mezcla con el oxígeno de la atmósfera. Una vez que el combustible ya se ha mezclado lo suficiente, se detona la segunda carga que propagará la explosión (onda explosiva) por toda la nube de combustible. Así pues, se diferencia de los explosivos convencionales en el hecho de que usa como oxidante de la reacción explosiva al propio oxígeno del aire, en vez de cargarlo en el propio artefacto explosivo.
Puede ocurrir una explosión aire-combustible accidentalmente a consecuencia de una Explosión de Vapor en Expansión por Líquido en Ebullición (BLEVE); por ejemplo, en la explosión de un tanque de gases licuados de petróleo. También son comunes las explosiones aire-combustible en silos de harinas vacíos, donde los restos de harina finamente pulverizada en suspensión pueden provocar una explosión.

## Etimología
El término termobárico deriva de las palabras griegas “calor” y “presión”: thermobarikos (θερμοβαρικός), de thermos (θερμός), calor + baros (βάρος), peso, presión + sufijo -ikos (-ικός), sufijo -ico.
Algunos expertos hacen una distinción entre arma termobárica y explosivo aire-combustible, estos últimos denominados panclastitas y usados en la Segunda Guerra Mundial. Basándose en los efectos principales deseados en cada caso, "termobárico" haría referencia a la convección de zonas cerradas o al desplazamiento de aire como objetivo principal del ingenio. Por otra parte, los explosivos "aire-combustible" se usarían como "limpiadores de zona", mediante un paradigma explosión-combustión, jugando un papel similar al de la bomba de racimo. Otras fuentes emplean el término "aire-combustible" aplicado al caso general, restringiendo "termobárico", según lo ya explicado, mientras que otros autores usan ambos términos indistintamente.

## Efectos del arma
La explosión puede aniquilar equipos y edificios reforzados; mata y daña a las personas próximas. El efecto antipersona de la onda explosiva es más letal en refugios excavados en el suelo, sobre personas con algún tipo de armadura o protección corporal y en espacios cerrados "rígidos", como cuevas, edificios y búnkeres.
La sobrepresión ejercida en el interior de la explosión puede alcanzar los tres megapascales (3 MPa) (430 PSI) y la temperatura puede oscilar entre los 2500 °C y los 3000 °C. Fuera de la nube, la onda explosiva viaja a más de 3 km/s. Esta onda, al pasar, deja tras de sí el vacío. Este vacío es capaz de arrancar objetos que no estén sujetos. Sin embargo, como efecto más serio, el vacío arrastra el combustible no explosionado pero aún en combustión, causando una penetración del mismo en todos los objetos no herméticos dentro del radio de la explosión y produciendo su incineración instantánea. Pueden presentarse daños internos y asfixia en las personas que hayan quedado fuera de la zona de mayor efecto de la explosión; por ejemplo, en galerías o túneles profundos, a consecuencia de la onda explosiva, el calor y la subsiguiente extracción del aire debida al vacío.
Los efectos producidos por explosivos aire-combustible (alta presión prolongada en el tiempo e impulso de calor) a menudo se asemejan a los de un arma nuclear de baja intensidad, pero sin los efectos colaterales causados por la radiación ionizante --aunque no es totalmente así; en todos los modelos actuales y previstos de armas nucleares con potencias por debajo del kilotón, predominan los efectos posteriores de las radiaciones, produciendo un calentamiento secundario-- una mínima cantidad de la carga nominal realmente se traduce en la explosión. Sin embargo el daño significativo ejercido por cualquiera de estas armas sobre la población objetivo es grande.
Algunos de los combustibles empleados, tales como el óxido de etileno y el óxido de propileno, son altamente tóxicos. Un ingenio que utilice tales combustibles es muy peligroso incluso dándose el caso de que el combustible no llegara a encenderse, en cuyo caso se habría convertido básicamente en un arma química.

## Historia
El uso del lanzallamas en la guerra de trincheras durante la Primera Guerra Mundial podría constituir el primer uso de una "bomba de vacío" primitiva, ya que podía asfixiar a los soldados que se protegían de los efectos directos del arma dentro de un búnker o refugio. Otros efectos similares se observaron en el bombardeo de Dresde en la Segunda Guerra Mundial.
Un explosivo aire-combustible muy común es el cóctel molotov, un arma incendiaria originaria de la guerra civil española, usada por el bando sublevado para atacar los tanques republicanos de origen soviético. El cóctel molotov es considerado una bomba termobárica de baja intensidad.
Existe también como precedente el Tóspiro, desconocida arma que se desarrolló en España en 1912, al parecer precursora de las bombas termobáricas, pero cuyo diseño y funcionamiento no se conoce del todo ya que sus planos fueron destruidos por su propio inventor, Antonio Meulener, tras ver el poder de destrucción que había desarrollado.
En su forma actual, estos ingenios (luego llamados munición aire-combustible) se habrían desarrollado en la década de 1960 para ser empleados por los Estados Unidos durante la guerra de Vietnam, para destruir la red de túneles del Viet Cong, "despejar" zonas de jungla para el aterrizaje de helicópteros y "limpiar" campos minados. Sin embargo, no está claro que esto haya sido todo; particularmente la enorme bomba BLU-82 apodada "Daisy cutter" (en español cortamargaritas) que se lanzaba en paracaídas, bomba usada con este propósito, hace sospechar que haya sido tal arma, pero los detalles publicados al respecto indican que no lo era (aparentemente estaba cargada con una mezcla de nitrato de amonio y combustible de cohetes). Las bombas aire-combustible ciertamente existen en la literatura publicada en inglés, ya a mediados de la década de 1970.
Las fuerzas armadas de la URSS también desarrollaron armas aire-combustible, incluyendo cabezas termobáricas para granadas propulsadas por cohete utilizables desde lanzadores manuales de campaña (RPO-A Shmel Bumblebee). Las fuerzas rusas cuentan con una gran cantidad de estas armas y consta que las utilizaron contra fuerzas de China en el conflicto fronterizo en 1969. Asimismo las han usado en Afganistán y en Chechenia.
Israel ha desarrollado un sistema aire-combustible dirigido a la desactivación de campos minados. El sistema usa una pequeña carga termobárica transportada en un cohete que explota sobre el campo minado y activa las minas que están expuestas o enterradas. El sistema se ha diseñado para contextos de combate y misiones de paz. Debido a sus limitados efectos, no produce daños colaterales.
En 2003, el Ejército de los Estados Unidos usó la versión termobárica de su sistema de asalto multipropósito (Shoulder-Launched Multipurpose Assault Weapon o SMAW-NE), en la invasión de Irak. Un equipo de infantería informó de que había destruido un gran edificio de albañilería de un perímetro de unos 91 metros. El explosivo termobárico usado en esta arma, PBXIH-135 o una variante, fue desarrollado en el Naval Surface Warfare Center (NSWC). Previamente se habían usado bombas con paracaídas BLU-118/B contra las fuerzas de Al-Qaeda y los talibán en Afganistán a primeros de marzo de 2002.

### Las armas portátiles estadounidenses más modernas
Introducida en el conflicto de Afganistán, la granada de 40 mm XM1060 es tal vez la primera arma termobárica portátil desarrollada por Estados Unidos. Desarrollada y presentada en cinco meses por el Picatinny Arsenal, la XM1060 se entregó a las fuerzas estadounidenses en Afganistán el 30 de abril de 2003. La granada se diseñó para utilizarse en poco tiempo por escuadrones terrestres que estaban desplegados en el campo de batalla.

### Bomba de vacío de Rusia
En septiembre de 2007, Rusia hizo explotar satisfactoriamente la mayor bomba de vacío construida hasta la fecha, arrasando un bloque de apartamentos con un poder destructivo similar a una bomba nuclear. Rusia llamó a esta bomba el "Padre de todas las bombas" en respuesta a los desarrollos de los Estados Unidos de su bomba "Massive Ordinance Air Blast" (MOAB) que fue conocida como la "Mother Of All Bombs-Madre de Todas las Bombas", un arma de largo alcance guiada por satélite y que previamente se había presumido como el arma no-nuclear más poderosa de la historia.
La bomba fue lanzada desde un bombardero Tu-160.

### BEAC español
A partir de 1983 se desarrolló en España un programa de investigación militar en el que colaboraron el Ministerio de Defensa (Dirección General de Armamento y Material, DGAM), Explosivos Alaveses (EXPAL) y Explosivos Río Tinto (ERT), con el objeto de desarrollar la BEAC (bomba explosiva de aire-combustible).
El ministro de Defensa, Narcís Serra (en 1990) no descartó que España pudiera poseer una bomba explosiva aire-combustible (BEAC). Según informaciones periodísticas los prototipos desarrollados habrían sido probados en una zona desértica de un tercer país (en Chile). Todavía está en duda cuantas unidades podría tener España pero algunos generales del ejército creen que entre 30 y 80.
- El contenido de este artículo incorpora material de una entrada de la Enciclopedia Libre Universal, publicada en español bajo la licencia Creative Commons Compartir-Igual 3.0.

### Proyecto TROCANO brasileño
La bomba termobárica brasileña TROCANO es un arma de destrucción masiva tan poderosa como una pequeña arma nuclear, pero sin contaminación radiactiva posterior.
Brasil es el único país de América Latina que domina la tecnología de bombas termobáricas. Como la famosa y temida bomba FOAB rusa y la estadounidense MOAB, se lanza montada sobre un palé y empujada por la puerta trasera de un avión C-130 Hercules. Un paracaídas separa el palé, de modo que la bomba puede caer libremente. La bomba entonces se acelera rápidamente hasta llegar a su velocidad terminal.
Contiene alrededor de 9 toneladas de tritonal, una mezcla de TNT (80 %) y polvo de aluminio (20 %). El aluminio mejora la capacidad detonante del TNT, en torno al 18 % y destruye todo en un radio de 1 km.
Los estadounidenses utilizan el C-130 Hércules y el C-5 Galaxy para lanzar su MOAB de la misma manera que Brasil, a través de la puerta de atrás.